# Dicranella hilariana
Dicranella hilariana är en bladmossart som beskrevs av Mitten 1869. Dicranella hilariana ingår i släktet jordmossor, och familjen Dicranaceae. Inga underarter finns listade i Catalogue of Life.